# 信用照会
信用照会（しんようしょうかい）とは、クレジットカード加盟店（以下、加盟店）が、店舗の商品代金決済手段として商品購入者がクレジットカード（以下、カード）を提示した際に、カード発行会社へ取引に応じてよいか事前承認を行うこと。オーソリゼーション（英語: authorization）、オーソリゼーション・リクエスト（英語: authorization request 略称: AR）とも言う。

## 概要
信用照会は、偽造・盗難カードや期限切れのカードなどの不正利用を防ぐことを目的としており、加盟店は行うことが義務づけられている。そのため、信用照会ルールに違反した不正利用の場合、加盟店や加盟店管理会社は利用代金の支払いを受けられない（チャージバック）場合があり、またカード発行会社は承認を与えたカード利用に対してはすべての責任を負う。なお、システムトラブル等でカード発行会社による承認が得られない場合、加盟店管理会社が一定の範囲内で承認を行うことができる。
信用照会の内容は、「カードが有効かどうか」、「カードの与信限度額を超えないか」、また「（加盟店が）不良加盟店ではないか」などのチェックが行われる。こうしたチェックをクリアするとカード利用への承認がおり、カードで支払いを行うことができる。

## 信用照会業務の機械化
信用照会業務は、当初は加盟店からは電話で照会があり、カード会社では会員ごとに管理した伝票でチェックを行っていた。そのため、作業量は膨大であった。こうした中で、コンピュータの導入、通信インフラの整備、信用照会端末の普及などにより、信用照会業務は徐々に機械化されていき、業務が効率化されていった。
21世紀初頭における信用照会業務用のシステムとしては、以下のものがある。
- VISA - BASE I、BASE II
- MasterCard - BANKNET
- 日本 - CAFIS、CARDNET等

## フロアリミット
一定額以上のカード利用については信用照会を行い、以下の場合は信用照会を行わない場合がある。この際の一定額のことをフロアリミットという。
カードの不正利用を防ぐ観点からは、言うまでもなくすべての取引に対して信用照会を行うことが望ましい。これではフロアリミットが0になるのでゼロフロアリミットまたは全件オーソリとも言う。しかし、信用照会はコスト（1件あたり数十円）がかかり、また件数が多いとサーバに負担を掛けたり、輻輳を引き起こしたりする。また、先述の機械化が導入されるまではカード利用時における大きな負担となることが多かった。そこで「フロアリミット」を設けて、信用照会件数を抑える場合がある。
特定国でのカード利用やカードが利用される業種においてはブランド会社がゼロフロアリミットを義務付けており、特にブランドデビットカードやブランドプリペイドカードは全てゼロフロアリミットである。このことから、デビットカードやプリペイドカードにおいては信用照会が省略される恐れのあるインプリンタによるカード利用が出来ないようにカード券面にエンボス加工がされていないものがほとんどである。
2021年以降、国際ブランド各社は決済ルールを変更して、特定業種を除き、ゼロフロアリミットを義務化している。